# 백승룡
백승룡(白承龍, 1982년 8월 16일 ~ )은 전 KBO 리그 한화 이글스의 내야수이다.

## 선수 시절

### 한화 이글스시절
2005년에 입단하였다. 1군에서 통산 159경기에 출전해 타율 1할6푼4리, 34안타, 9타점을 기록했다.
2013년 시즌이 끝난 후 보류 선수 명단에서 제외됐다. 방출 후 이틀 만에 넥센 히어로즈로 이적하였다.

### 넥센 히어로즈시절
이적한 후 단 한 번도 1군 경기에 나오지 못했다. 2015년 시즌 후 은퇴를 선언했다.

## 야구선수 은퇴 후
2018년부터 한화 이글스의 육성군 수비코치로 활동했다.

## 출신 학교
- 사직초등학교
- 사직중학교
- 경남상업고등학교
- 경성대학교